# Biserica reformată din Uriu
Biserica reformată din Uriu este un monument istoric aflat pe teritoriul satului Uriu din comuna Uriu. În Repertoriul Arheologic Național, monumentul apare cu codul 35278.04.

## Localitatea
Uriu (în maghiară Felőr, în germană Er,Steinfeld) este satul de reședință al comunei cu același nume din județul Bistrița-Năsăud, Transilvania, România. Satul este atestat documentar în anul 1405 sub numele vila Felewr.

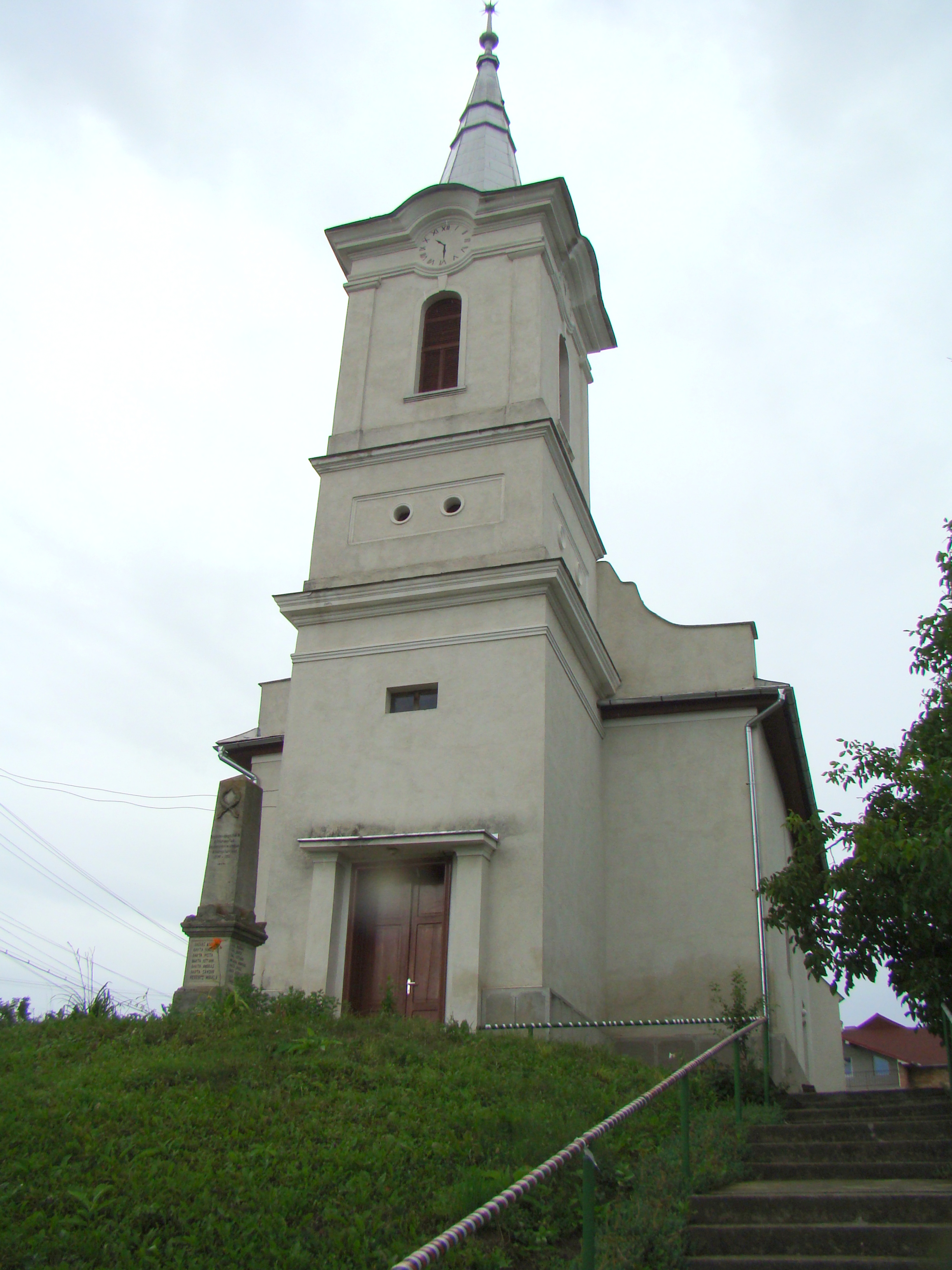
Biserica (vest)

## Biserica
A fost construită în stil gotic, în secolul al XV-lea. În timpul renovării din 1896, datele renovărilor mai vechi (1527, 1622, 1676) au ieșit la suprafață de sub stratul de var. Clopotele erau instalate într-o clopotniță de lemn. Turnul de piatră a fost construit abia la sfârșitul secolului XIX.

## Vezi și
- Uriu, Bistrița-Năsăud